# 弘司
弘司（こうじ）は、イラストレーター。ライトノベル作品の表紙・挿絵を中心に活動している。
画風は水彩画が中心である。

## 作品リスト

### 画集
- 予感（ホビージャパン）
- 殻の色（角川スニーカー文庫カードギャラリー）
- Little Wing（朝日ソノラマ）

### 小説の表紙・挿絵
- ザンヤルマの剣士（麻生俊平 著/富士見ファンタジア文庫）
- クレギオン（野尻抱介 著/富士見ファンタジア文庫）
- 鵺姫真話（岩本隆雄 著/ソノラマ文庫）
- 鵺姫異聞（岩本隆雄 著/ソノラマ文庫）
- ゴーストハンター（山本弘 著/角川スニーカー文庫）
- どうせおれは全知全能（沢田直大 著/ソノラマ文庫）
- 風の歌 星の道（冴木忍 著/角川スニーカー文庫）
- 新・風の歌 星の道（冴木忍 著/角川スニーカー文庫）
- コクーン・ワールド（友野詳 著/角川スニーカー文庫）
- ティルト・ワールド（友野詳 著/角川スニーカー文庫）
- アビス・ワールド（友野詳 著/角川スニーカー文庫）
- ザ・ラスト・オブ・ファイブリア（友野詳著/角川スニーカー文庫）
- コクーン・ワールド外伝 白昼に絡む冒険者（友野詳 著/角川ノベルズ「ザ・ファンタジー1」に収録）
- 海賊ランスロット・華麗なる冒険（伊東麻紀 著/角川スニーカー文庫）
- 異次元創世記―赤竜の書（妹尾ゆふ子 著/角川スニーカー文庫）
- ディープナイト・ランニング 容赦なしっ！（友野詳 著/スニーカーブックス）
- おさわがせユニバース（鴉紋洋 著/ソノラマ文庫）
- ラストリーフの伝説（秋山完 著/ソノラマ文庫）
- 天夢航海（谷山由紀 著/ソノラマ文庫）
- センチュリオン強襲作戦（陰山琢麿 著/ソノラマ文庫）
- 101匹ワニちゃん（稲元おさむ 著/ソノラマ文庫）
- ブルー・ポイント（日野鏡子 著/ソノラマ文庫）

### ゲーム
- トーキョーN◎VA（ファーイースト・アミューズメント・リサーチ）
- タワー・クエスト（カードゲーム　ホビージャパン）
- 機装ルーガ2（[PCE]工画堂スタジオ）
- 黄昏のオード ‐ODE TO THE SUNSET ERA‐（[PS]トンキンハウス）
- エンドセクター（[PS]アスキー/メルヘンブレーカー）
- セイントアイズ（[PC]TGL）
- パラケルススの魔剣 - キャラクター設定
- ラプラスの魔（[SFC]ハミングバードソフト）

### その他
- TVアニメ 俺たちに翼はない 第3話 エンドカードイラスト
- 電脳戦機バーチャロン副読本 SCHEMATIC（セガ/ソフトバンク、ISBN 479730359X） キャラクターイラスト